# Musa Manarow
Musa Chiramanowicz Manarow, ros. Муса Хираманович Манаров (ur. 22 marca 1951 w Baku) – radziecki kosmonauta pochodzenia lakijskiego; spędził 541 dni w przestrzeni kosmicznej. Deputowany Rosyjskiej Dumy.

## Życiorys
Urodził się 22 marca 1951 w Baku, na terenie ówczesnej Azerbejdżańskiej SRR. Dzieciństwo spędził w kilku miastach, w których służył jego ojciec – oficer armii, m.in. w Moskwie, Charkowie i Ałatyrze. W 1974 ukończył Moskiewski Instytut Lotniczy (wydział awioniki samolotowej) z tytułem inżyniera. W latach 1974–1978 pracował w NPO Energia przy testowaniu statków kosmicznych i kształceniu operatorów. Wybrany na kosmonautę 1 grudnia 1978.
Wziął udział w załogowych misjach kosmicznych Sojuz TM-4 (od 21 grudnia 1987 do 21 grudnia 1988, tj. 365 dni 22 godziny i 38 minut; najdłuższy wówczas nieprzerwany pobyt w przestrzeni kosmicznej) i Sojuz TM-11 (od 2 grudnia 1990 do 26 maja 1991). W otwartej przestrzeni kosmicznej odbył siedem spacerów o łącznej długości 34 godzin i 23 minut. Od 1990 kosmonauta-instruktor w firmie RKK Energia. Korpus kosmonautów opuścił w 1992.
W latach 1992–1995 dyrektor generalny spółki MKOM. Od 1995 dyrektor firmy Wydieliennyje intiegralnyje sieti.

### Działalność polityczna
W latach 1990–1993 deputowany w parlamencie Rosyjskiej Republiki Federalnej. W latach 2007–2011 deputowany Rosyjskiej Dumy z ramienia partii Jedna Rosja.

## Życie prywatne
Mieszka w Moskwie z żoną. Mają dwoje dzieci. Wywołanie krótkofalarskie „U2MIR”.

## Nagrody i odznaczenia
- Radzieckie i rosyjskie:
  - Bohater Związku Radzieckiego ze Złotą Gwiazdą (21 grudnia 1988)
  - Order Lenina (21 grudnia 1988)
  - Lotnik Kosmonauta ZSRR (1988)
  - Zasłużony Mistrz Sportu ZSRR (1989)
  - Order Rewolucji Październikowej (1991)
  - Medal „Za zasługi w podboju kosmosu” (12 kwietnia 2011)
- Zagraniczne:
  - Order Georgi Dimitrowa  (1988)
  - Order Słońce Wolności  (1988)
  - Oficer Legii Honorowej  (1989)
  - Nagroda Harmona  (1990) – wraz z Władimirem Titowem, nagrodzeni jako pierwsi obywatele radzieccy
  - Order Stara Płanina I kategorii  (2003)
  - Universal Astronaut Insignia za lot orbitalny (nr 203) – Stowarzyszenie Uczestników Lotów Kosmicznych (Association of Space Explorers(inne języki))[1]